# Abingdon (Wirginia)
Abingdon – miasto w Stanach Zjednoczonych, w stanie Wirginia, w hrabstwie Washington. W 2004 r. miasto to na powierzchni 21,6 km² zamieszkiwało 7 938 osób.